# 大手町プレイス
大手町プレイス（おおてまちプレイス）は、東京都千代田区大手町にある、大手町再開発により誕生した新街区。

## 概要
この場所は、江戸時代には福井藩邸があった。

明治期に現在の千代田区大手町一帯は大蔵省紙幣寮（現・国立印刷局）の本部兼工場となり、関東大震災（大正関東地震）後には旧逓信省（後の総務省等）が東京市京橋区木挽町から移転してきた。この場所は太平洋戦争の後も印刷局が所有し続け、逓信ビル・東京郵政局庁舎および東京国際郵便局を建設した旧郵政省は、印刷局に賃料を支払っていた。

逓信ビル、東京郵政局庁舎、東京国際郵便局は老朽化のため、連鎖型土地区画整理事業（大手町連鎖型都市再生プロジェクト）の一環として建て替えられることになり、「大手町二丁目地区第一種市街地再開発事業（大手町プレイス）」が着手され、2018年8月1日、「ウエストタワー」及び「イーストタワー」の2棟の超高層ビルが竣工した。
低層部には、大手町エリア最大級となる約750平米のカンファレンスホールのほか、飲食店、ショップ、クリニック、郵便局など約30店が入り、ウエストタワー低層部には、約6,000平米のデータセンター (DC)が整備されている。東京メトロ大手町駅との地下連絡通路は、2021年10月1日に開通した。
オフィスフロアは、コアを片側に寄せたコの字型で、外周部にウエストタワー基準階約3,800㎡、イーストタワー基準階約2,900㎡。
防災備蓄倉庫（約3,000人分を3日分備蓄）を完備し、災害発生時には低層部を帰宅困難者の一時滞在施設として開放。大手町地域の蒸気ネットワークにも接続し、非常時冷温水システムからの排熱はエリア内のホテル・オフィスへ供給される。
2022年9月9日、財務省は住友商事などが入居するイーストタワーを中心とした大手町プレイスの政府保有分をヒューリックを中心とした企業連合に売却することを発表した。売却価格は4000億円規模となり、国内の不動産取引としては過去最大で、国有地を再開発後に売る初の事例となる。

## テナント
ウエストタワー
- 日本郵政株式会社
- 日本郵便株式会社
- 株式会社ゆうちょ銀行
- 株式会社かんぽ生命保険
- エヌ・ティ・ティ・コミュニケーションズ株式会社
- JPロジスティクスグループ株式会社[7]
- JPロジスティクス株式会社[8]
- JPインベストメント株式会社[9]
- 日本郵政キャピタル株式会社[10]
- 日本郵政不動産株式会社[11]
- JP楽天ロジスティクス株式会社[12]

イーストタワー
- 住友商事株式会社
- オリックス生命保険株式会社[13]
- 明治安田アセットマネジメント株式会社[14]
- 三愛オブリ株式会社[15]
- キグナス石油株式会社[16]
- 株式会社クニエ[17]
- 株式会社マウスコンピューター[18]
- 株式会社MCJ[19]